# Xestia patricia
Xestia patricia là một loài bướm đêm trong họ Noctuidae.